# Water Valley, Mississippi
Water Valley là một thành phố thuộc quận Yalobusha, tiểu bang Mississippi, Hoa Kỳ. Năm 2010, dân số của thành phố này là 3 392 người.

## Dân số
- Dân số năm 2000: 3 677 người.
- Dân số năm 2010: 3 392 người.